# Nokia N82
Il Nokia N82 è un modello di telefono cellulare prodotto dall'azienda finlandese Nokia e messi in commercio nel novembre 2007.
È stato il primo telefonino di casa Nokia con flash allo Xenon e uno dei pochi terminali con acceleratore grafico.

## Caratteristiche
- Forma: Candybar
- Sistema Operativo: Symbian OS 9.2, S60 3rd Edition Feature Pack 1[2]
- Dimensioni: 112 x 50,2 x 17,3 mm
- Massa: 120 g
- Risoluzione display: 320 x 240 pixel a 16 777 216 colori
- Durata batteria in conversazione: 4 ore
- Durata batteria in standby: 270 ore (11 giorni)
- Memoria: 132 MB espandibile con MicroSD (fino a 16 GB)
- Fotocamera: 5.0 megapixel
- Flash = Xenon
- Bluetooth 2.0
- WiFi b/g
- Uscita Video tramite adattatore RCA

## Cronologia firmware
- 10.0.046 del 24-10-2007 RM-313 Nokia N82[3]
- 11.0.117 del 10-12-2007
- 20.0.062 del 28-02-2008
- 30.0.019 del 23-07-2008
- 31.0.016 del 09-12-2008
- 35.0.002 del 17-11-2009

La versione è verificabile digitando sul telefono in stand-by *#0000#.